# Petrovaradin
Petrovaradin (en serbocroata: Petrovaradin, en serbio cirílico: Петроварадин, en húngaro: Pétervárad, en alemán: Peterwardein) es uno de los dos municipios en que se divide la ciudad de Novi Sad, en la región serbia de Voivodina.

## Características
Registró una población de 13.917 habitantes en 2002. Situada al otro lado del río Danubio, de la parte principal de Novi Sad, se articula en torno a la fortaleza de Petrovaradin, conocida como el "Gibraltar del Danubio".

### División
Tiene cinco zonas:
- Petrovaradin
- Bukovac
- Ledinci
- Sremska Kamenica
- Stari Ledinci

## Historia
Los romanos fundaron esta población con el nombre de Cusum después de que conquistaran la región a la tribu celta de los escordiscos y construyeron un fuerte. Los bizantinos la denominaron Petrikon, que más tarde se convirtió en San Pedro.
En documentos de 1237 se menciona con el nombre de Petrovaradin, y se llamaba Pétervárad durante el dominio húngaro, Varadin en la época otomana y Peterwardein mientras perteneció al Imperio austrohúngaro.
En la batalla de Petrovaradin librada el 5 de agosto de 1716, el Príncipe Eugenio de Saboya al mando de 80.000 soldados imperiales derrotó claramente a un ejército otomano de 150.000 hombres.

## Fortaleza de Petrovaradin
La fortaleza de Petrovaradin fue la mayor fortificación de Europa en el siglo XVII y al mismo tiempo la más importante fortaleza del Imperio Austrohúngaro en los Balcanes. Fue construida entre 1692 y 1780 según los planes del conocido arquitecto francés Sébastien le Prestre de Vauban. Se extiende sobre una zona de 112 ha y cuenta con un sistema único de galerías subterráneas de 16 km de longitud. La fortaleza tiene cinco puertas de acceso, 12.000 aspilleras y emplazamientos para 400 cañones de campaña.
En un lugar destacado de la fortaleza existe un reloj de torre, visible desde lejos para los barqueros, con la particularidad de que la aguja horaria es más larga que el minutero, a diferencia de lo usual en los relojes modernos.
La fortaleza es el monumento emblemático de Novi Sad. En su recinto se celebra desde 2001 Exit, uno de los mayores festivales de música del sudeste de Europa.